# Levon Boyadjian
Levon Boyadjian, beter bekend onder zijn pseudoniem Van Leo (Ceyhan, 20 november 1921 - Caïro, 18 maart 2002) was een Turks-Egyptisch studiofotograaf van Armeense etniciteit.
Samen met Armand en Alban behoorde hij tot de groep Armeense fotografen die in Egypte bekendheid kregen vanwege hun experimenten met vernieuwende fotografietechnieken.

## Leven

Foto 1950

Toen hij in 1924 een paar jaar oud was, vertrok zijn familie naar Zagazig in Egypte.
Boyadjian werkte als assistent van de fotograaf Artinian aan de Amerikaanse Universiteit in Caïro. Vanuit hun ouderlijk huis begonnen hij en zijn broer Angelo in 1941 samen een fotostudio. Ze richtten zich vooral op portretfotografie van zangers en dansers uit zowel Egypte als het buitenland.
In 1947 kocht Boyadjian Studio Metro, waarmee hij verderging onder de naam Studio Van Leo (een variatie op zijn naam Levon). Sindsdien werkte hij onafhankelijk van zijn broer. Op deze locatie bevond hij zich dicht in de buurt van de Caïrose entertainmentindustrie, wat hem in staat stelde duizenden portretten van artiesten te schieten. Hij weigerde echter machthebbers te fotograferen, zoals de koning of de president. Daarnaast schoot hij meer dan 400 zelfportretten.
Rond 10.000 foto's van Van Leo worden sinds 1998 bewaard in de Amerikaanse Universiteit in Caïro.

## Onderscheiding
In 2000 werd Van Leo onderscheiden met een Prins Claus Prijs. Volgens de jury van het Prins Claus Fonds vormen "de portretten die hij maakte van filmsterren, gewone mensen en zichzelf een uniek document van de multiculturele samenleving van Caïro in de tweede helft van de 20e eeuw."

## Tentoonstellingen
Het werk van Van Leo werd zowel tijdens zijn leven als na zijn dood geëxposeerd in verschillende landen. Een korte selectie:
- 2001: Stadhuisgalerij, Arab Image Foundation, Caïro
- 2004: Noorderlicht Fotofestival, Groningen/Leeuwarden
- 2004: Bamako 2003, CCCB Barcelona
- 2005: Nazar Langhans Galerie, Praag
- 2005-06: Nazar Gallery of Photography, Dublin
- 2006 Nazar Q Arts Gallery, Derby
- 2006: Brighton Photo Biennial (BPB)
- 2008: Van Leo, un fotografo armeno al Cairo, Triëst
- 2011: Art Dubai